# Репенское сельское поселение
Репенское сельское поселение — упразднённое сельское поселение в Алексеевском районе Белгородской области.
Административный центр — село Репенка.
Упразднено 19 апреля 2018 с преобразованием Алексеевского муниципального района в Алексеевский городской округ.

## Население
| 2010 | 2011 | 2012 | 2013 | 2014 | 2015 | 2016 |
| ---- | ---- | ---- | ---- | ---- | ---- | ---- |
| 783  | ↘781 | ↘777 | →777 | ↘772 | ↘761 | ↘748 |
| 2017 | 2018 |      |      |      |      |      |
| ↘735 | ↘717 |      |      |      |      |      |

## Состав сельского поселения
| № | Населённый пункт | Тип населённого пункта       | Население |
| - | ---------------- | ---------------------------- | --------- |
| 1 | Студеный Колодец | село                         | ↘211      |
| 2 | Репенка          | село, административный центр | ↘572      |

## Экономика
- ООО «Агротех-Гарант Алексеевский» — сельскохозяйственное предприятие[11].
- ООО «Занрак» — маслозавод[11].